# Idaea okbaria
Idaea okbaria là một loài bướm đêm trong họ Geometridae.